# Kungliga Viktoria- och Albertsorden

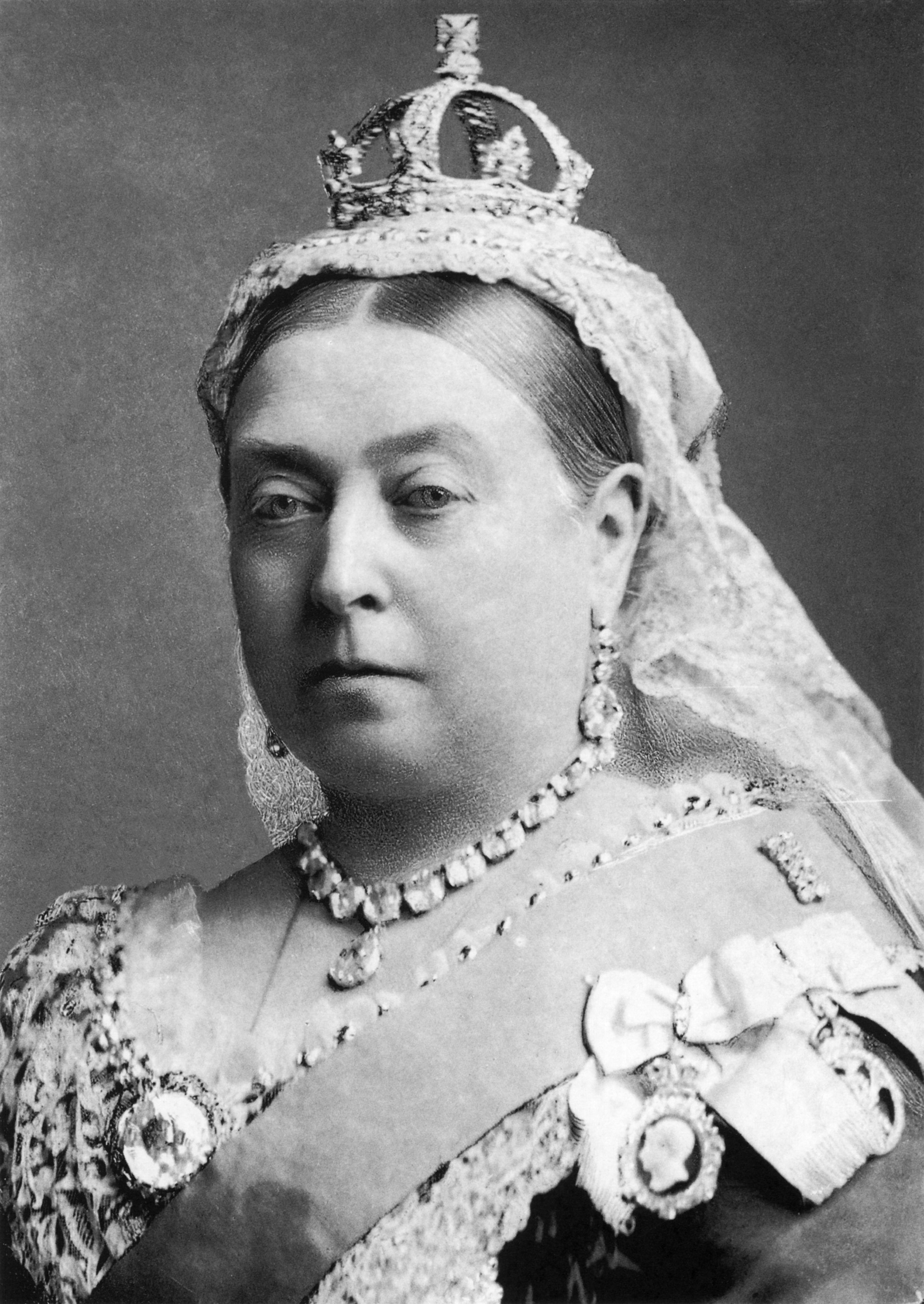
Porträtt av Drottning Viktoria där hon bär Kungliga Viktoria- och Albertsorden vid sitt guldjubileum.

Kungliga Viktoria- och Albertsorden (engelska: Royal Order of Victoria and Albert) var en brittisk kunglig familjeorden instiftad den 10 februari 1862 av Drottning Viktoria och som utvidgades den 10 oktober 1864, 15 november 1865 och 15 mars 1880. Inga utmärkelser gjordes efter Drottning Viktorias död.
Orden hade fyra klasser och utdelades endast till kvinnliga medlemmar av den brittiska kungafamiljen och kvinnliga hovmän. För de första tre klasserna bestod emblemet av en medaljong av Drottning Viktoria och Albert, prinsgemål. De skiljde sig i bredd och juveler på kanten beroende på klass. Den fjärde hade istället ett monogram av juveler. Alla fyra kröntes av en krona som var fäst till en båge av vitt moiréband av silke. Mottagarna gavs ingen rang eller titel men hade rätt att använda de post-nominella bokstäverna "VA".
Den sista innehavaren av orden, Prinsessan Alice, grevinna av Athlone, avled 1981. Liksom andra brittiska ordnar som har fallit ur bruk, har den aldrig formellt avskaffats. Varje brittisk monark sedan Viktoria har blivit Sovereign of the Order vid tillträde till tronen. 